# Баскапе
Баскапе (итал. Bascapè) је насеље у Италији у округу Павија, региону Ломбардија.
Према процени из 2011. у насељу је живело 1427 становника. Насеље се налази на надморској висини од 87 м.

## Становништво
| 1931. | 1936. | 1951. | 1961. | 1971. | 1981. | 1991. | 2001. | 2011. |
| ----- | ----- | ----- | ----- | ----- | ----- | ----- | ----- | ----- |
| 2.124 | 1.976 | 2.148 | 1.791 | 1.417 | 1.312 | 1.324 | 1.504 | 1.715 |